# Sodaleta russelli
Sodaleta russelli är en snäckart som först beskrevs av Brazier 1875.  Sodaleta russelli ingår i släktet Sodaleta och familjen Helicarionidae. Inga underarter finns listade i Catalogue of Life.